# The Highbinders
The Highbinders er en amerikansk stumfilm fra 1915 af Tod Browning.

## Medvirkende
- Eugene Pallette som Hop Woo
- Seena Owen som Ah Woo
- Billie West som Maggie Gallagher
- Walter Long som Pat Gallagher
- Tom Wilson som Jack Donovan